# Gomesa bohnkiana
Gomesa bohnkiana är en orkidéart som först beskrevs av Vitorino Paiva Castro och George Francis, Jr. Carr, och fick sitt nu gällande namn av Mark W. Chase och Norris Hagan Williams. Gomesa bohnkiana ingår i släktet Gomesa och familjen orkidéer. Inga underarter finns listade i Catalogue of Life.